# Kubanische Davis-Cup-Mannschaft
Die kubanische Davis-Cup-Mannschaft ist die Herren-Tennisnationalmannschaft Kubas. 

## Geschichte
Erstmals nahm Kuba 1924 am Davis Cup teil. 1993 war Kuba zum ersten und einzigen Mal für die Weltgruppe qualifiziert, nachdem die gegnerische  jugoslawische Davis-Cup-Mannschaft von den Relegationsspielen 1992 ausgeschlossen wurde. Sowohl in der ersten Runde der Weltgruppe als auch in der Abstiegsrelegation verlor die Mannschaft jedoch deutlich mit 0:5 gegen Schweden und Russland. Erfolgreichster Spieler ist Juan Pino mit 34 Siegen bei 29 Teilnahmen, womit er gleichzeitig Rekordspieler ist.
Zuletzt nahm Kuba 2009, 2013 und 2014 am Davis Cup teil.